# Mikhael Subotzky
Mikhael Subotzky (* 1981 in Kapstadt, Südafrika) ist ein vielfach ausgezeichneter südafrikanischer Fotograf, Videokünstler und Filmemacher mit Sitz in Johannesburg. Er gehört zu den jüngsten Mitgliedern der Fotoagentur Magnum. Seine Fotoarbeiten, Installationen, Videos, Filme und Bücher wurden und werden weltweit in Museen und Galerien ausgestellt.

## Wirken als Fotograf
2004 absolvierte Mikhael Subotzky ein Studium an der Michaelis School of Fine Art der University of Cape Town in Kapstadt. Seither widmet er sich vor allem Sozialreportagen aus seiner Heimat.
Sein beruflicher Einstieg begann mit einer Soloausstellung im Pollsmoor-Gefängnis in Kapstadt, in der er mit Fotoaufnahmen das Leben unter Haftbedingungen darstellte. Seine erste große Arbeit dokumentierte das Leben im Bereich des großen Gefängnisses von Beaufort West. Der Bildband, der daraus entstand, zeigt die Welt hinter Gittern der berüchtigten Verwahranstalt – und die zum Teil halsbrecherischen Versuche von Angehörigen und Freunden, mit Gefangenen Kontakt aufzunehmen. Das Buch erregte nicht nur in der Fachwelt Aufsehen.
Sechs Jahre lang fotografierte Mikhael Subotzky gemeinsam mit Patrick Waterhouse (* 1981 in Bath) das Leben in und um Ponte City, einem 54-stöckigen Apartmenthaus in Johannesburg in Form eines Zylinders. Es ist das zweithöchste Wohnhaus in Afrika. Der 1976 entstandene Bau war während der Apartheid-Regierung als Prestige-Adresse für wohlsituierte Weiße gedacht. Während des politischen Umbruchs in den 1980er und 1990er Jahren änderte sich die Zusammensetzung der Bewohner: neben Flüchtlingen und Studenten zogen kriminelle Banden ein, ursprüngliche Bewohner zogen aus. Das Haus wurde zum sozialen Brennpunkt, Symbol für Gewalt und städtischen Verfall. Subotzky und Waterhouse erlangten das Vertrauen der Bewohner und konnten den Wandel mit intimen Bildern dokumentieren. Sie schufen eine Serie von Plakatwänden aus hunderten von Kontaktabzügen und präsentierten sie der Öffentlichkeit in turmhohen Lichtkästen.
Der Bildband, der aus dem Projekt entstand, Ponte City gewann unter anderem den Deutsche Börse Photography Foundation Prize 2015.
2011 wurde Mihael Subotzky in die Fotoagentur Magnum als Vollmitglied aufgenommen.

## Wirken als Videokünstler
Die Johannesburger Galerie Goodman präsentierte auf der 56. Kunstausstellung der Biennale Venedig im Mai 2015 eine groß angelegte Installation von Mikhael Subotzky. Sie trägt den Titel Pixel Interface II. Dazu baute der Künstler drei Mikroskope auf einen Fernsehschirm, drehte die Bilder ins Abstrakte und spielte mit roten, grünen und blauen Pixeln.

## Schriften
- Beaufort West. Mit einem Essay von Jonny Steinberg. Chris Boot, London 2008.
- Mit Anthea Bys und Sean O'Toole´(Text): Retinal Shift. Steidl Verlag, Göttingen 2012.
- Mit Patrick Waterhouse: Ponte City. Verlag Steidl, Göttingen 2014. Katalog der Ausstellungen im Le Bal, Paris und im Fotomuseum Antwerpen 2014. ISBN 978-3-86930-750-3
- Vos Reves Nous Derangent. Mit Fotos von Subotzky, Dulce Pinzon und Achinto Bhadra, Text von Mathieu PotteBonneville und Bertrand Ogilvie Verlag Actes Süd, Paris 2013.

## Ausstellungen
- 2005: Die Vier Hoeke = The Four Corners, Pollsmoor Prison, Kapstadt, Südafrika.[7]
- 2008: New Photography: Josephine Meckseper und Mikhael Subotzky, Museum of Modern Art, New York.[8]
- 2012: Retinal Shift, Standard Bank Young Artist 2012, Iziko South African Museum.[9]
- 2014: Mit Patrick Waterhouse: Ponte City, Le Bal[10]

## Auszeichnungen
- 2005: Special Jurors Award at the 2005 Seventh Recontres Africaines de la Photographie in Bamako
- 2006: Award for Concerned Photography, Fabrica
- 2007: KLM Paul Huf Award, Foam Fotografiemuseum Amsterdam[11]
- 2008: W.-Eugene-Smith-Preis für humanistische Fotografie. New York
- 2009: Leica Oskar Barnack Award für Beaufort West.[12][13]
- 2011: Gemeinsam mit Patrick Waterhouse für Ponte City  Discovery Award, in Rencontres d’Arles
- 2015: Deutsche Börse Photography Foundation Prize: gemeinsam mit Patrick Waterhouse für den Bildband Ponte City.[14]
- 2015: Rémi Ochlik Award auf dem International Festival of Photojournalism (Seite nicht mehr abrufbar, festgestellt im Mai 2018. Suche in Webarchiven)